# La verità vi prego sull'amore
La verità vi prego sull'amore è un film del 2001 diretto da Francesco Apolloni.

## Trama
Monica ama Lorenzo, ma Lorenzo ama Olga, Olga ama Luca e tutti si ritrovano il giorno di San Valentino a casa di Elisabetta e Michelangelo che stanno insieme, per ora. Qualcuno sospettando che le coppie non si dicano la verità ha la malaugurata idea di fare un gioco, così per scoprire e dirsi finalmente la verità, sull'amore. 